# 福音小鎮
《福音小鎮》（英語：Gospel Hill）是一部2008年美國獨立劇情片，由吉安卡洛·伊坡托執導（導演處女作）、監製並與安琪拉·貝瑟、丹尼·葛洛佛和茱莉亞·史緹爾共同擔任主演。劇情講述南方小鎮的一名前警長正在處理過去的罪行，而一名前民權工作者則因三十年前弟弟的殉難而退出，此時這座小鎮面臨著威脅。該片2008年10月3日在伍德斯托克電影節首映，2009年2月10日在美國發行DVD。

## 演員
- 亞當·鮑德溫飾演卡爾·赫羅德
- 吉安卡洛·伊坡托飾演帕爾默醫生
- 安琪拉·貝瑟飾演莎拉·馬爾科姆
- 丹尼·葛洛佛飾演約翰·馬爾科姆
- 茱莉亞·史緹爾飾演蘿西
- 湯姆·鮑爾飾演傑克·赫羅德
- 泰勒·基奇飾演喬爾·赫羅德
- 妮雅·隆飾演伊馮·帕爾默夫人
- RZA飾演朗尼
- 克里斯·艾利斯飾演L·唐·默里
- 山繆·傑克森飾演保羅·馬爾科姆（未掛名）

## 外部連結
- 互联网电影数据库（IMDb）上《福音小鎮》的资料（英文）
- 爛番茄上《福音小鎮》的資料（英文）